# 2010 en numismatique
Chronologie de la numismatique
- 2009 en numismatique - 2010 en numismatique - 2011 en numismatique

Cet article présente les faits marquants de l'année 2010 en numismatique.

## Principaux événements numismatiques de l'année 2010

### Par dates

#### Janvier
- 29 janvier 2010 :
  -   Allemagne : émission de la ?e pièce commémorative de 2 euros du pays et 5e sur 16 de la série des Länder, consacrée au land de Brême[1]. Sur cette pièce est représenté l'Hôtel de ville et la statue de Roland sur la place du Marché de Brême[1].

#### Février
- 18 février 2010 : 
  -  États-Unis : émission de la pièce du président Millard Fillmore de la série de pièces de 1 dollar des Présidents des États-Unis.

#### Mars
- 18 mars 2010 : 
  -  États-Unis : émission de la pièce de Abigail Fillmore de la série de 10 dollars des Premières épouses des États-Unis.

#### Avril
- 19 avril 2010 : 
  -  États-Unis : émission de la 1re pièce de la série de pièces américaines d'un quart de dollar America the Beautiful pour l'Arkansas représentant le parc national de Hot Springs[2]

#### Mai
- 20 mai 2010 : 
  -  États-Unis : émission de la pièce du président Franklin Pierce de la série de pièces de 1 dollar des Présidents des États-Unis.

#### Juin
- 1er juin 2010 :
  -   Espagne : émission d'une nouvelle série de pièces en euros, la deuxième depuis 1999 et deuxième à l'effigie du roi Juan Carlos[N 1], en vue de se conformer aux recommandations de la BCE sur les faces nationales de ces pièces.
  -  États-Unis : émission de la 2e pièce de la série de pièces américaines d'un quart de dollar America the Beautiful pour le Wyoming représentant le parc national de Yellowstone[2]
- 3 juin 2010 : 
  -  États-Unis : émission de la pièce de Jane Pierce de la série de 10 dollars des Premières épouses des États-Unis.

#### Juillet
- 26 juillet 2010 : 
  -  États-Unis : émission de la 3e pièce de la série de pièces américaines d'un quart de dollar America the Beautiful pour la Californie représentant le parc national de Yosemite[2]

#### Août
- 19 août 2010 : 
  -  États-Unis : émission de la pièce du président James Buchanan de la série de pièces de 1 dollar des Présidents des États-Unis.

#### Septembre
- 2 septembre 2010 : 
  -  États-Unis : émission de la pièce de « La Liberté » de James Buchanan de la série de 10 dollars des Premières épouses des États-Unis.
- 20 septembre 2010 :
  -   France : sortie de la première série des Euros des régions sur le thème de l'héraldique[3].
  -  États-Unis : émission de la 4e pièce de la série de pièces américaines d'un quart de dollar America the Beautiful pour l'Arizona représentant le parc national du Grand Canyon[2]

#### Novembre
- 15 novembre 2010 : 
  -  États-Unis : émission de la 5e pièce de la série de pièces américaines d'un quart de dollar America the Beautiful pour l'Oregon représentant la Forêt nationale du Mont Hood[2]
- 18 novembre 2010 : 
  -  États-Unis : émission de la pièce du président Abraham Lincoln de la série de pièces de 1 dollar des Présidents des États-Unis.

#### Décembre
- 2 décembre 2010 : 
  -  États-Unis : émission de la pièce de Mary Todd Lincoln de la série de 10 dollars des Premières épouses des États-Unis.

#### Année
- Europa Star 2010
- Liste des pièces de collection françaises en euro (2010)